# Torremormojón
Torremormojón és un municipi de la província de Palència a la comunitat autònoma de Castella i Lleó (Espanya). Té dos munments històric-artístics, el castell de Torremormojón (declarat el 1878) i l'Església de Santa Maria del Castillo (declarada el 1981).

## Demografia
| 1991 | 1996 | 2001 | 2004 |
| ---- | ---- | ---- | ---- |
| 76   | 84   | 86   | 78   |